# Grégory Koenig
Grégory Koenig (21 de agosto de 1978) es un deportista francés que compitió en esgrima, especialista en la modalidad de florete.
Ganó dos medallas en el Campeonato Europeo de Esgrima, oro en 2006 y bronce en 2008.

## Palmarés internacional
| Campeonato Europeo | Campeonato Europeo | Campeonato Europeo | Campeonato Europeo  |
| Año                | Lugar              | Medalla            | Prueba              |
| ------------------ | ------------------ | ------------------ | ------------------- |
| 2006               | Esmirna (Turquía)  | Medalla de oro     | Florete por equipos |
| 2008               | Kiev (Ucrania)     | Medalla de bronce  | Florete por equipos |